# Pisaboa laldea
Pisaboa laldea är en spindelart som beskrevs av Huber 2000. Pisaboa laldea ingår i släktet Pisaboa och familjen dallerspindlar.
Artens utbredningsområde är Venezuela. Inga underarter finns listade i Catalogue of Life.